# باغ پرندگان تهران
باغ پرندگان تهران، در شمال‌شرق تهران در خیابان کوهستان(قاسم‌آباد) منتهی به بلوار استقلال و در داخل بخش شرقی جنگل لویزان واقع شده است. این باغ در ۲ فاز طراحی شده است، فاز اول به نام «دشتچر» نام‌گذاری شده است و شامل پرنده‌هایی است که در قفس نگهداری می‌شوند یا توان پرواز ندارند. فاز دوم که مساحتی معادل ۶٫۲ هکتار دارد و در محدوده شمالی احداث شده است، «آبچر» نام دارد. «آبچر» مخصوص پرندگانی است که قابلیت پرواز دارند، پوسته و توری طراحی شده برای این بخش از خروج پرندگان از این فضا جلوگیری می‌کند. احداث این باغ ۳ سال به طول انجامید.

## جزئیات
فاز اول باغ پرندگان در اردیبهشت ماه سال ۱۳۹۲ افتتاح شد و به بهره‌برداری رسید.
در قسمت ورودی محوطه باغ، اولین چیزی که جلب توجه می‌کند طوطی‌های سخنگو هستند که به شما خوشامد می‌گویند.
پرندگانی نظیر کبوتر، طوطی، کلاغ، خروس، فنج، … در این محوطه قرار گرفته‌اند. باغ پرندگان تهران محدوده بزرگی دارد و به دلیل طراحی مسیرهای پیچ در پیچ در آن مسیر طولانی را شامل می‌شود. با توجه به اینکه ورودی باغ در بالاترین قسمت آن قرار دارد و از بالا تقریباً محوطه باغ قابل رویت است. در شمالی‌ترین قسمت باغ پرندگان بزرگ‌ترین قفس آن جلب توجه می‌کند که گونه‌هایی از عقاب‌ها بر روی درختان تنومند اما بی شاخه در آن قرار داده شده‌اند. برخی گونه‌های لاشخور هم در این قفس به چشم می‌خورند، گونه‌هایی از جغد، شاهین نیز در قفس‌های کوچکی در آن قرار گرفته‌اند. در قسمت میانی باغ پرندگانی نظیر قرقاول، طاووس، پلیکان، فلامینگو و . . . . قرار گرفته‌اند. این محدوده توسط آبشارها و برگه‌های بزرگی که از بالادست باغ آبگیری می‌شوند احاطه شده است. دوطرف برگه‌های آب توسط پل‌های چوبی و زیبایی به هم وصل شده است. در محدوده جنوبی باغ هم پرندگان نام آشنایی هم چون اردک، قوی سیاه و سپید، غاز و . . . به چشم می‌خورند.

## طراحی زیبای محوطه باغ پرندگان
از شاخصه‌های باغ پرندگان تهران، طراحی زیبا و منحصر به‌فرد محوطه باغ است. محوطه باغ پرندگان را مسیرهای سنگفرش شده که توسط درختان و گل‌های زیبایی محصور شده، دربر گرفته است. سایه‌بان‌هایی از جنس چوب، نی و پوشال، نیمکت‌های چوبی با طراحی‌های متنوع، آلاچیق‌های چوبی، عدم وجود تیر برق یا تأسیسات اضافی، تابلوهای راهنمای طرح چوب با خط نستعلیق، آبشارهای کوچک و زیبا و طراحی هوشمندانه برکه‌ها و پل‌های چوبی آن از شاخصه‌های این باغ می‌باشد.

## سازه فلزی و شبکه کابلی فاز پرندگان آبچر

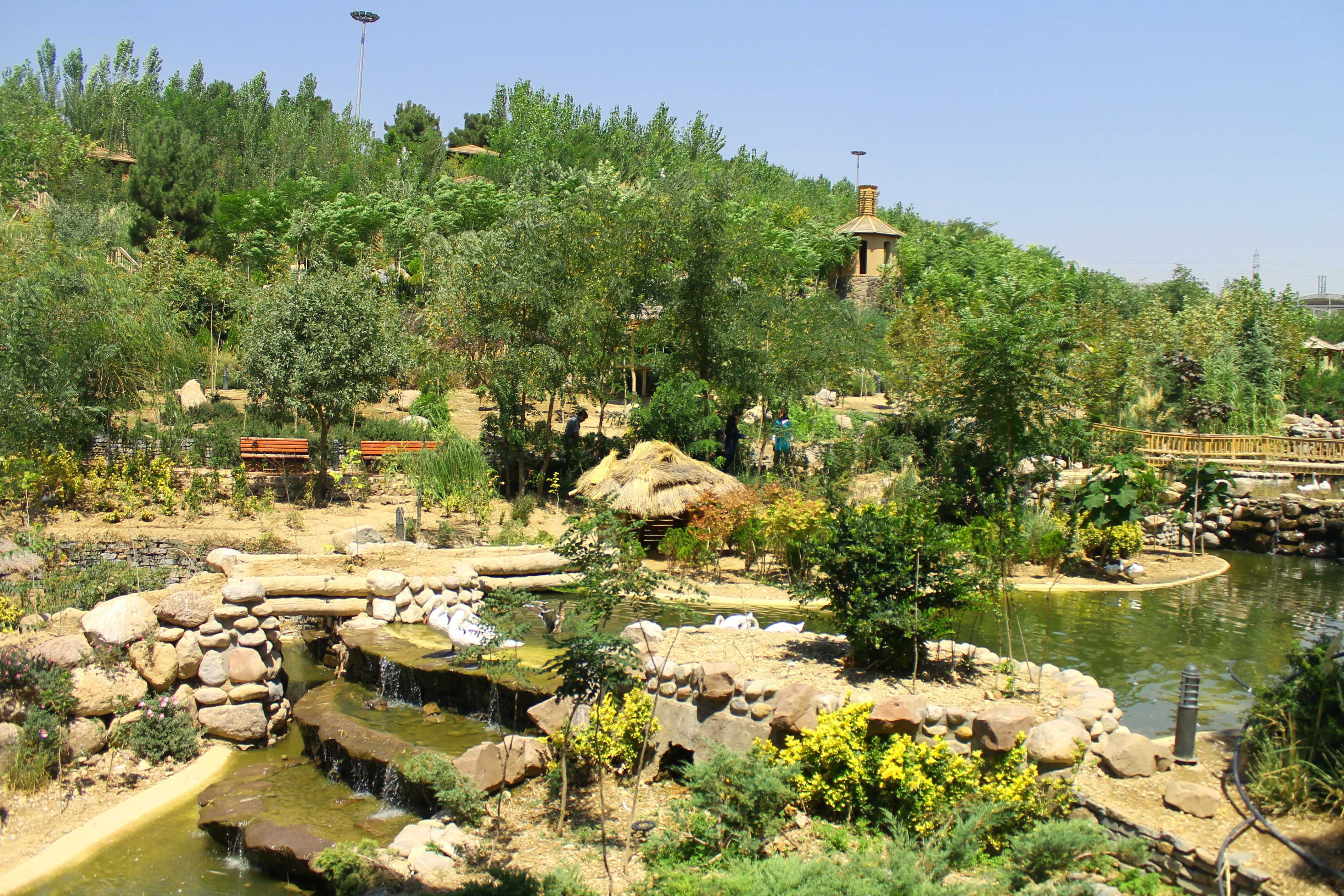

سازه فلزی و شبکه توری کابلی برای جلوگیری از خروج پرندگان و ممانعت از ورود سایر جانداران به این فضا در سال ۱۳۹۰ کلید خورد و در سال ۱۳۹۶ پایان یافت.
عناصر تشکیل‌دهنده سازه باغ پرندگان تهران
1. سازه اصلی: شامل ستون‌های میانی، پی‌های میانی
2. سازه فرعی: شامل ستون‌های کناری پی‌های کناری
3. پوشش کابلی: شامل شبکه کابلی اصلی و فرعی، شبکه مش

در این طرح از مجموعه‌ای از کابل‌های اصلی استفاده شده است که شبکه‌ای از کابل‌های فرعی را نگه می‌دارد. وظیفه کابل‌های فرعی ایجاد مدول‌های کوچک‌تر برای نگهداری و تحمل نیروی پوشش نهایی است. ستون‌های میانی از ۴ یا ۵ قطعه متفاوت تشکیل شده‌اند که در مجموع این قطعات در ۱۹ تیپ متفاوت از لحاظ ابعادی و قطر و ضخامت لوله‌ها طراحی شده‌اند. ارتفاع ستون‌های میانی از ۳۰ تا ۴۷ متر متغیر است. بر روی سر این ستون‌ها کلاهک‌هایی قرار می‌گیرد که نقش نگهدارنده شبکه مش‌ها را بر عهده دارد و باعت سهولت در نصب شبکه مش می‌شود.
این ساختار عظیم کابلی-شبکه‌ای، با ابعادی حدود ۱۵۰×۴۰۰ مترمربع، شامل ۱۲ ستون فولادی اصلی با متوسط ارتفاع ۴۰ متر و ۶۸ ستون جانبی است. این سازه وزنی معادل ۲۵۰۰ تن دارد. هدف اصلی انتخاب این طرح، قابلیت آن در پوشش فضایی عظیم با کمترین تعداد ستون‌ها و بیشترین وسعت میان هر دو ستون اصلی است تا پرندگان بتوانند آزادانه در محیطی وسیع پرواز کنند.

## ویژگی‌های لحاظ شده در طرح نهایی باغ پرندگان

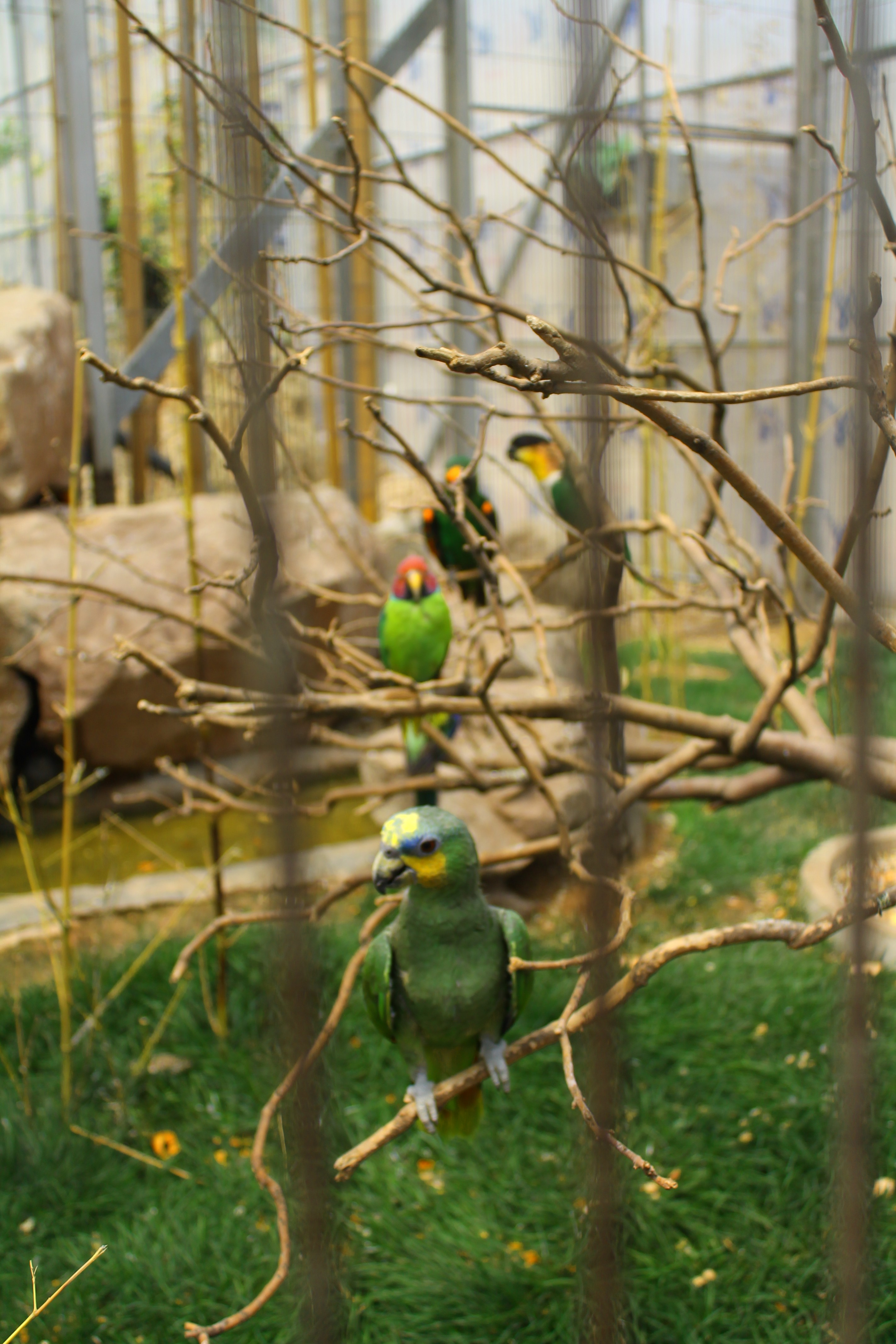

- تبعیت پلان سازه از فرم توپوگرافی زمین و حداکثر میزان تطبیق‌پذیری و هم‌سازی میان فرم پیشنهادی برای پروژه و بستر قرارگیری در سایت.
- الهام از فرم چادرهای عشایری و المان‌های مشابه موجود در معماری سنتی ایران و در نهایت، طراحی فرم خیمه‌ایی که سبب ایجاد منظر آشنا برای بیننده خواهد شد.
- فرم ارگانیک سازه منطبق بر ماهیت موضوع پروژه که همان باغ پرندگان است.
- پیوستگی سازه باغ پرندگان با بستر که حداکثر امنیت را برای گونه‌های متنوع پرندگان درون محوطه پروژه فراهم می‌نماید.
- دید مستقیم و بدون مانع از درون سازه به بیرون و بالعکس به سبب مش کابلی مورد استفاده
- یکپارچگی لبه بیرونی سازه (شناژ طولی) با بستر سایت که مانع از ورود دیگر جانداران به درون محوطه خواهد شد.
- کاهش قابل توجه تعداد ستون‌های اصلی و به تبع آن کاهش وزن سازه و همچنین سهولت در ساخت و نصب سازه و پوشش.
- کاهش هزینه نگهداری به واسطه پیوستگی پوشش و به کار بردن مصالح دارای استاندارد بین‌المللی برای کابل‌های سازه و پوشش نهایی.

## انواع پرندگان در باغ پرندگان تهران
در این باغ انواع گوناگونی از پرندگان از جمله پرنده‌گان شکاری، گرمسیری، ماکیان، کبوترسانان و گنجشک‌سانان نگهداری می‌شوند. شما می‌توانید در باغ پرندگان تهران پرندگانی چون طاووس، عقاب، شاهین، جغد، غاز نوک‌فسفری، شترمرغ امو، شترمرغ آفریقایی، قرقاول، ریوز، فلامینگو، حواصیل خاکستری، طوطی، ناندی، باکلان، درنا ساروس، درنا ژاپنی، درنا تاجدار، پلیکان آمریکایی و بسیاری دیگر از پرندگان را ببنید.

## جوایز
- جایزه دادمان ۱۳۹۶ به خاطر طراحی و ساخت سازه فولادی و شبکه کابلی و مش توری باغ پرندگان تهران[نیازمند منبع]
- باغ پرندگان، طرح تقدیرشده فولادی در حوزه سازه‌های خاص ۱۳۹۵[نیازمند منبع]

## تخلفات
پرندگان توسط برخی کارکنان و مسئولین فروخته می‌شوند؛ مثلاً فلامینگو یا پرندگان اهدایی مردم مخفیانه به فروش می‌رسند.

## آلبوم

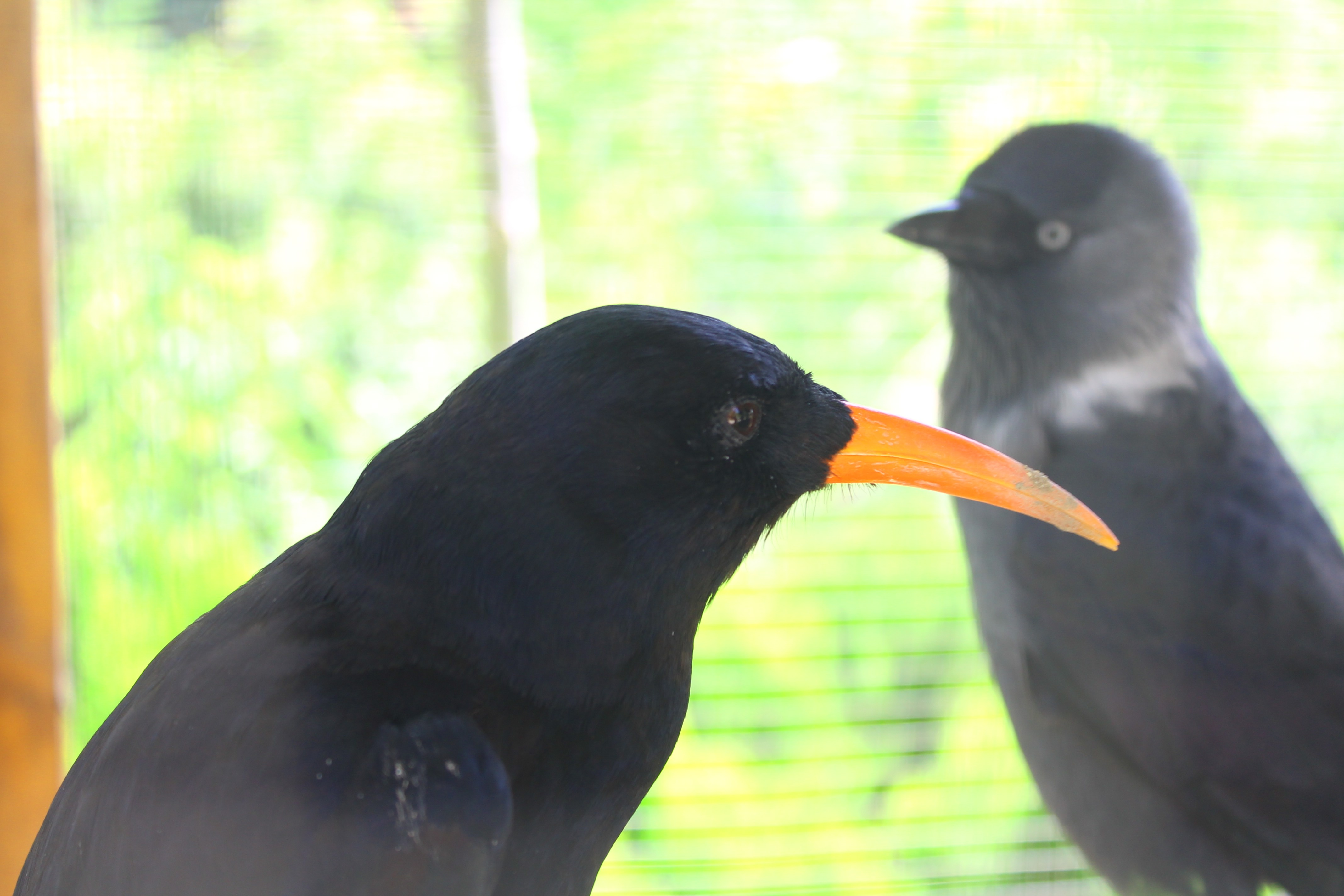
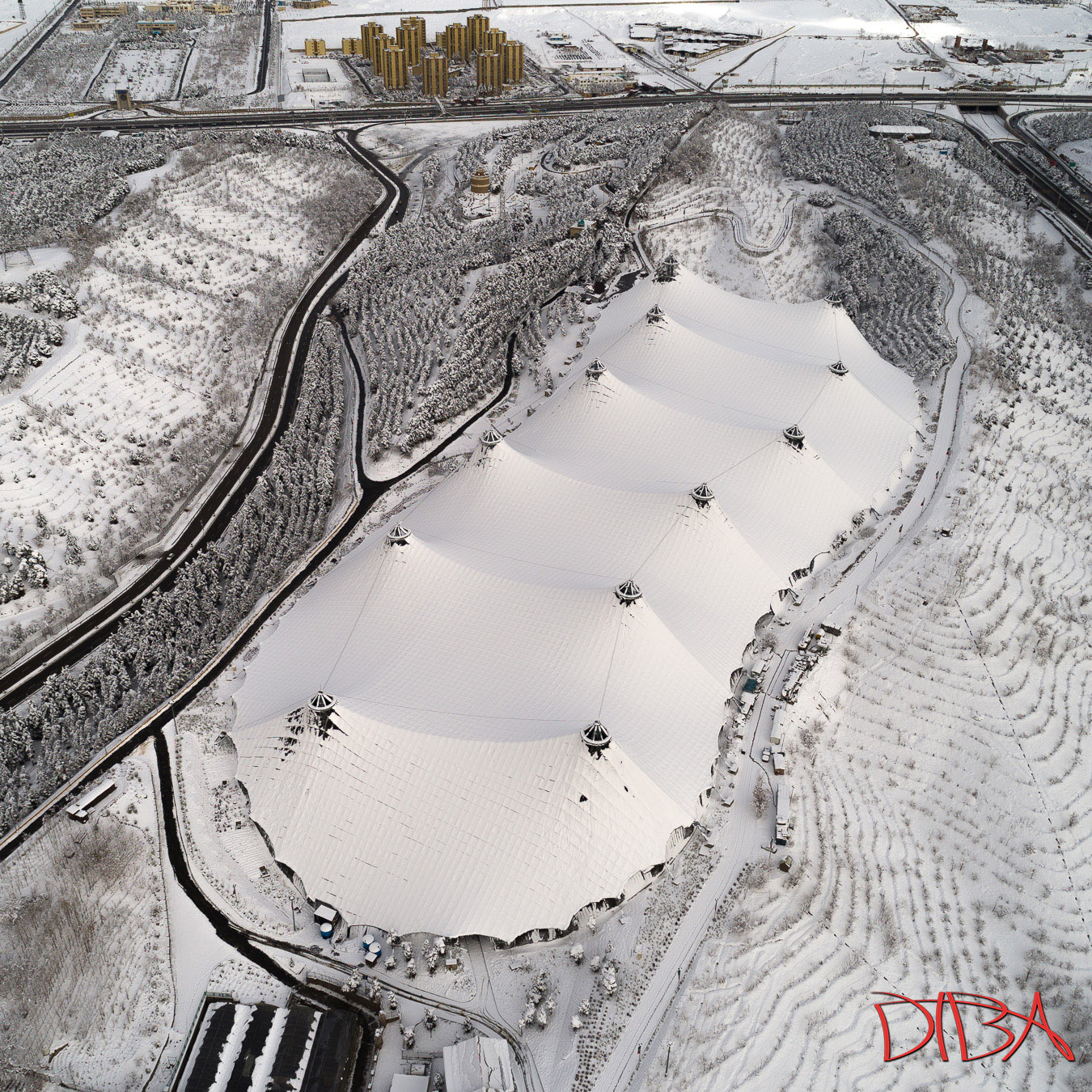
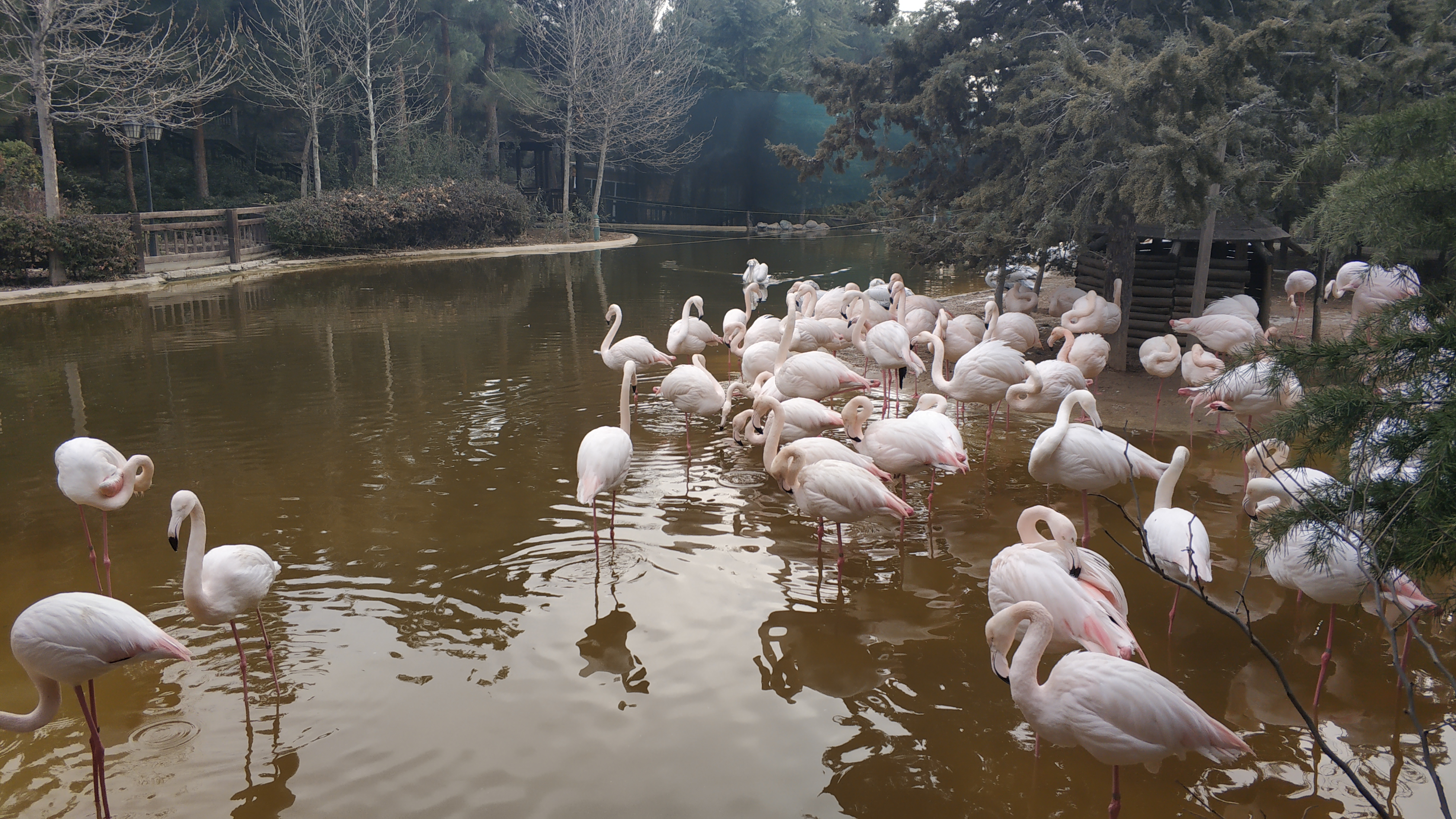

## وابسته
- باغ پرندگان اصفهان
- باغ پرندگان کرج